# カオス・ウォーキング
『カオス・ウォーキング』（Chaos Walking）は、2021年のアメリカ合衆国のSF映画。監督はダグ・リーマン、出演はトム・ホランドとデイジー・リドリーなど。遠い未来を舞台に、人類が入植したある惑星で展開するバトルを描いた作品で、原作はパトリック・ネスの『混沌（カオス）の叫び』シリーズの1作目で、2008年に上梓された小説『心のナイフ』。

## ストーリー
人類はニューワールドと名付けた惑星に入植しようとしたが、その際、スパクルと呼ばれる原住民たちとの間で激しい戦闘が発生した。何とか勝利を収めた入植者たちだったが、女性全員が命を落とし、生き残ったのは男性だけであった。しかも、入植以降、彼らは自他の心の声が筒抜けになるという現象（ノイズ）に悩まされることになった。
それから幾ばくかの時間が経過した西暦2257年。トッド・ヒューイットは養父（ベンとキリアン）と一緒にプレンティスタウンで暮らしていた。首長のデヴィッド・プレンティスだけはノイズをコントロールする術を身に着けていたが、他の住民たちは相も変わらずノイズと共に生きざるを得なかった。そんなある日、町の近くに宇宙船が墜落するという事件が発生した。現場を捜索した町民たちは生存者はいないと結論付けたが、ほどなくして、トッドは唯一の生存者（ヴァイオラ）を発見した。人生で初めて女性を見て衝撃を受けるトッドをよそに、ヴァイオラは町民によってデヴィッドの下へと連行されていった。尋問を一通り終えた後、デヴィッドは町民に事態を説明するために席を離れることにした。その際、デヴィッドは息子のデイヴィーに監視を任せたが、彼がヴァイオラの所持品をむやみにいじったばかりにエネルギー弾が発射されてしまい、その隙をついてヴァイオラは脱走した。
逃走中、ヴァイオラはデヴィッドが「あの女が乗ってきた宇宙船の母船には多数の入植者が乗っているはずだ。奴らが冬眠状態にあるうちに皆殺しにしてやる」と話しているのを聞き戦慄した。その後、彼女はヒューイット家の納屋に隠れたが、結局トッドに見つかってしまった。ヴァイオラを見殺しにしたくないトッドに対し、ベンは「この星にはファーブランチと呼ばれる植民地があったと記憶している。そこならヴァイオラの命が奪われることもあるまい」と告げた。
トッドとヴァイオラはファーブランチへと急行することにしたが、デヴィッドの追跡は執拗を極めるものであった。その逃避行の末に、トッドはこの星の歴史に隠されたある残酷な真実を知る。

## キャスト
- トッド・ヒューイット: トム・ホランド
- ヴァイオラ・イード: デイジー・リドリー
- デヴィッド・プレンティス: マッツ・ミケルセン - プレンティスタウンの首長。
- デヴィッド・プレンティス・Jr（デイヴィー）: ニック・ジョナス - 首長の息子。
- アーロン: デヴィッド・オイェロウォ - 牧師。
- ベン・ムーア: デミアン・ビチル - トッドの養父。
- キリアン・ボイド: カート・サッター（英語版） - トッドの養父。ベンのパートナー。
- ヒルディ: シンシア・エリヴォ - ファーブランチの首長。
- カリッサ・ヒューイット：ベサニー・アン・リンド（英語版） - トッドの亡母。

## 製作
2011年10月、ライオンズゲートはパトリック・ネスの『混沌（カオス）の叫び』3部作の映画化権を獲得したと発表した。2013年9月10日、ロバート・ゼメキスに本作の監督のオファーが出ているとの報道があった。2014年8月20日、ジェイミー・リンデンが脚色を担当することになったと報じられた。2016年6月10日、スケジュールの都合で降板したゼメキスの代わりに、ダグ・リーマンの起用が検討されていると報じられた。8月4日、デイジー・リドリーがキャスト入りした。11月28日、トム・ホランドの出演が決まった。
2017年7月20日、マッツ・ミケルセンが本作の悪役に起用されたとの報道があった。8月、デミアン・ビチル、ニック・ジョナス、デヴィッド・オイェロウォ、カート・サッターの出演が決まった。9月、シンシア・エリヴォがキャスト入りした。10月、オスカル・ハナエダが本作に出演すると報じられたが、彼の出演シーンは劇場公開版からは全カットされた。
本作の脚本はチャーリー・カウフマンによって初稿が書き上げられた後、ネスやフォード以外にもジェイミー・リンデン、リンジー・ベーア、ジョン・リー・ハンコック、ゲイリー・スピネッリによる修正を経て完成した。

### 撮影
本作の主要撮影は2017年8月7日にカナダのモントリオールで始まり、同年11月中に終了した。撮影はアイスランドやスコットランドでも行われた。
しかし、試写会での評判が頗る悪かったため、ライオンズゲートは「お客様に見せられるような出来映えではない」と判断し、2018年の年末から大がかりな再撮影を行うことにしたが、リドリーとホランドのスケジュールの都合の調整がつかず、実際に再撮影が始まったのは2019年4月のことであった。その際、フェデ・アルバレス監督も演出に携わった。なお、本作の再撮影には約1500万ドルが投じられたと報じられている。

### 音楽
2020年4月27日、マルコ・ベルトラミが本作で使用される楽曲を手掛けるとの報道があった。2021年4月2日、ミラン・レコーズが本作のサウンドトラックを発売した。

## マーケティング・興行収入
2017年10月2日、本作の劇中写真が初めて公開された。2020年11月19日、本作のオフィシャル・トレイラーが公開された。2021年3月5日、本作は全米1980館で封切られ、公開初週末に377万ドルを稼ぎ出し、週末興行収入ランキング初登場3位となった。
当初、本作は2019年3月の全米公開を予定していたが、前述の再撮影の影響で公開日は2021年1月22日→同年3月5日と延期されることとなった。

## 評価
本作に対する批評家からの評価は芳しいものではない。映画批評集積サイトのRotten Tomatoesには145件のレビューがあり、批評家支持率は21%、平均点は10点満点で4.5点となっている。サイト側による批評家の見解の要約は「最初こそ面白そうだと思える作品だが、結局、『カオス・ウォーキング』はその設定を活用できず、エンディングに向けてもたつきながら進んでいく作品になってしまった。」となっている。また、Metacriticには32件のレビューがあり、加重平均値は38/100となっている。なお、本作のCinemaScoreはBとなっている。